# Печерский лесопарк
Печерский лесопарк — лесной массив, расположенный в северо-западной части Могилёва в долине реки Дубровенка (приток Днепра), на которой искусственно создано Печерское озеро.
2 сентября 2021 года лесопарк был объявлен заказником местного значения "Печерский". 30 июня 2023 года заказник преобразован.
В лесопарке проводятся общегородские праздники, спортивные соревнования.
На территории лесопарка находится памятник Председателю временного рабоче-крестьянского правительства ССРБ Тишка Гартный.

## История
Первое упоминание про Печерск относится к 1632 г., когда головчинский князь Алексей Лахтынович завещал Киево-Печерскому монастырю своё имение, которое находилось возле дороги в Могилёв. В 1644 г., во время нахождения в Могилёве настоятеля Киево-Печерского монастыря, известного просветителя архимандрита Петра Могилы, имение Печерск отошло к владениям могилёвских православных епископов и стало их резиденцией. Впоследствии епископы владели только частью нынешней территории Печерского парка. На ней размещалась архиерейская дача, церковь Святого Георгия, мельница, корчма.
В XVIII в. рядом с владениями Георгия Конисского в Печерске находилась загородная резиденция католического епископа Станислава Богуш-Сестренцевича. Там он построил двухэтажный каменный дворец, основал большой сад с оранжереей, открыл коврово-ткацкую и швейную фабрики, пивоварню, корчму, на Дубровенке построил водяную мельницу. В специальных комнатах дворца показывал представления крепостной театр. Там же работала типография. После смерти Богуш-Сестранцевича фабрики были ликвидированы, крепостные получили свободу. В 1820 г. дворец передали под военный госпиталь, в середине XIX в. его с некоторыми другими постройками приобрел Могилёвский губернский приказ общественной опеки и в 1862 г. там разместили «богадельню для инвалидов войны». В августе 1908 г. туда перевели больных психиатрического отделения губернской больницы. В 1919 г. владения были национализированы.

## Галерея

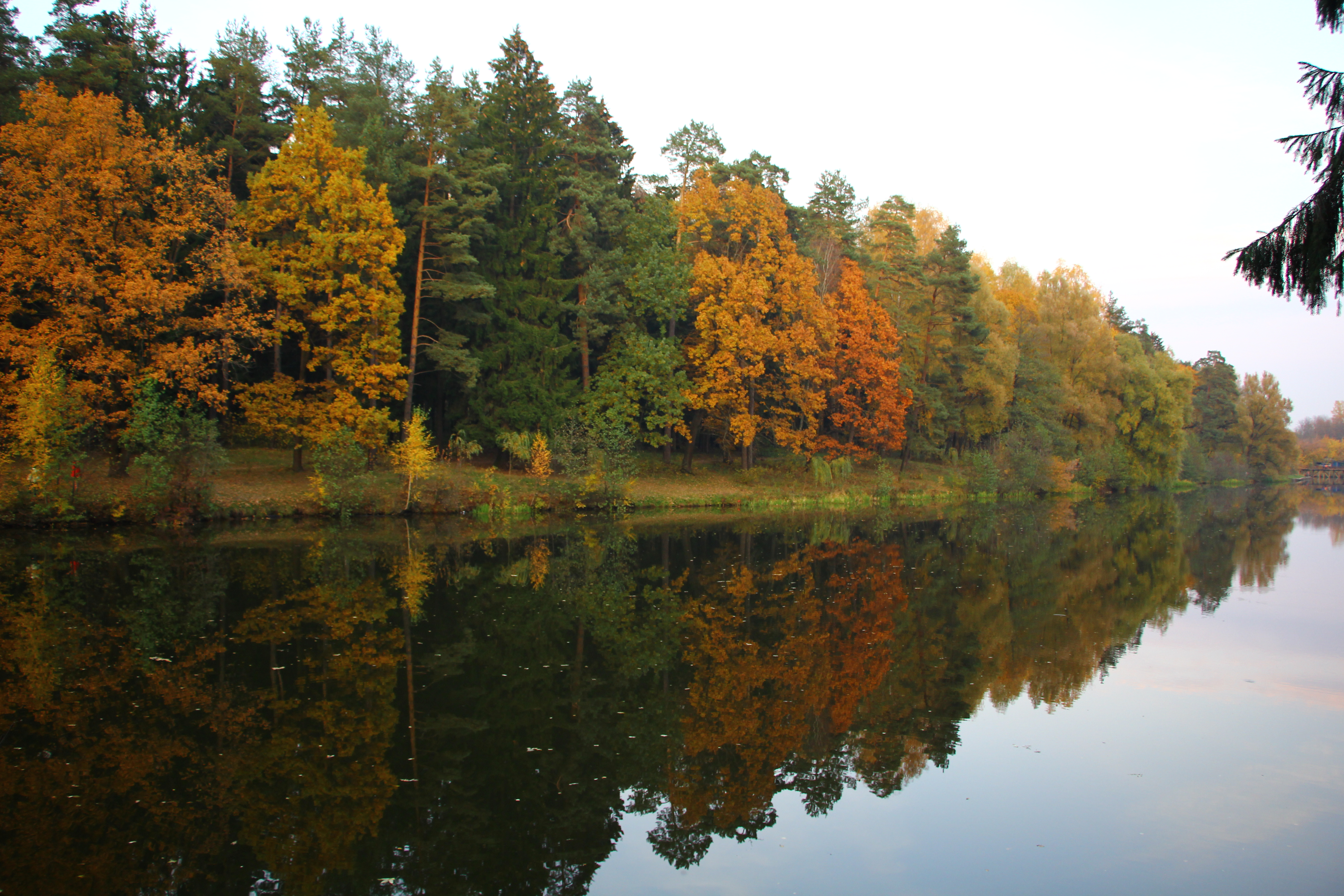
Озеро в Печерске осенью
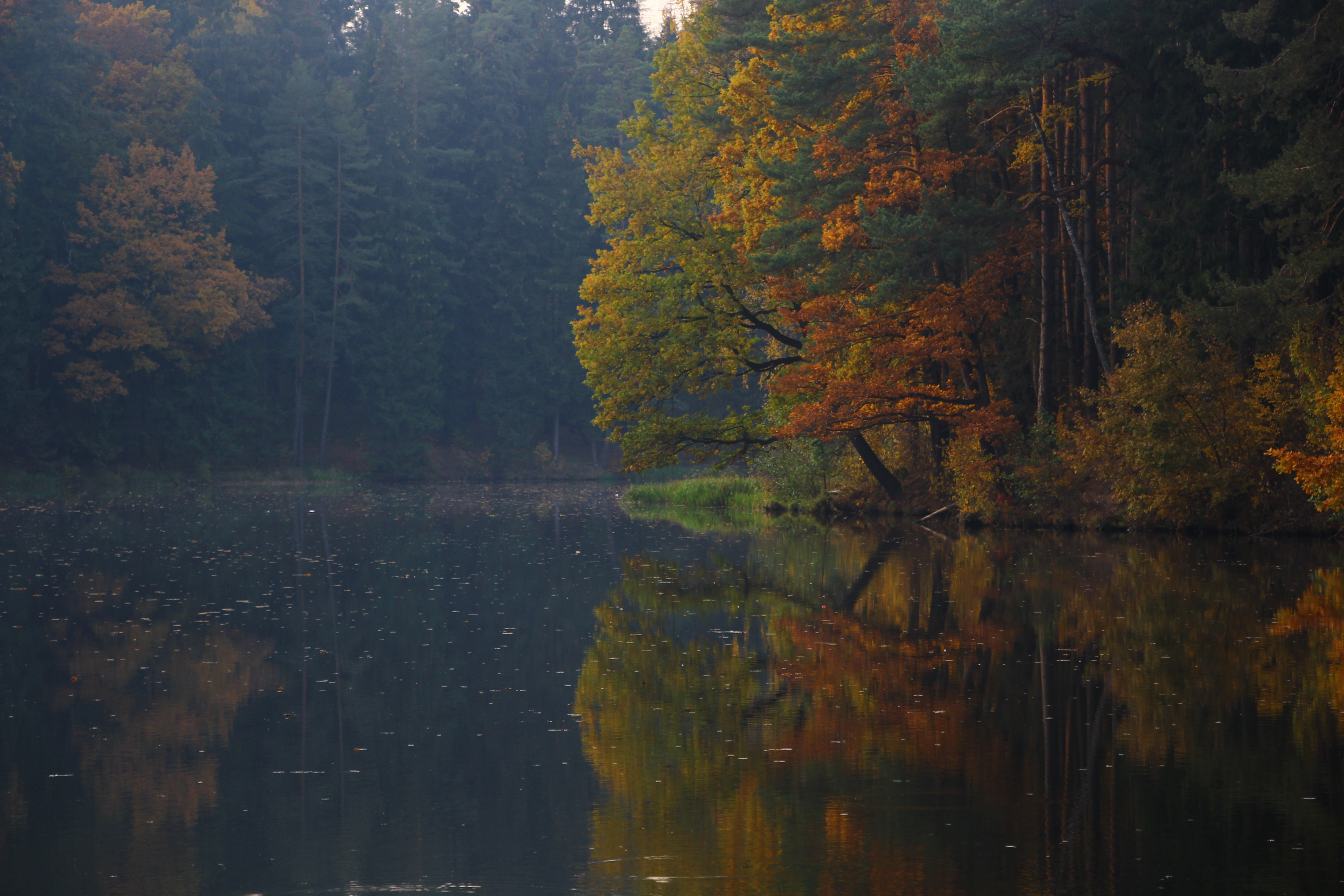
Осень в Печерске